# Люмьер (кинопремия, 2003)
8-я церемония вручения наград премии «Люмьер» за заслуги в области французского кинематографа за 2002 год состоялась 14 февраля 2003 года.

## Список лауреатов
- Лучший фильм:
  - Аминь, режиссёр Коста-Гаврас.
- Лучший режиссёр:
  - Франсуа Озон, за фильм 8 женщин.
- Лучший актёр:
  - Жан Рошфор за роль в фильме Человек с поезда.
- Лучшая актриса:
  - Изабель Карре за роль в фильме Вспоминать о прекрасном.
- Лучший сценарий:
  - Испанка – Седрик Клапиш.
- Многообещающему актёру:
  - Гаспар Ульель за роль в фильме Целуй кого хочешь.
- Многообещающей актрисе:
  - Сесиль Де Франс за роль в фильме Испанка.
- Лучший фильм на французском языке:
  - Сын , режиссёр Жан-Пьер и Люк Дарденн.